# Hesperocranum rothi
Hesperocranum rothi är en spindelart som beskrevs av Darrell Ubick och Norman I. Platnick 1991. Hesperocranum rothi ingår i släktet Hesperocranum och familjen månspindlar. Inga underarter finns listade i Catalogue of Life.